# Oliver Simon (Schauspieler)
Oliver Simon (* 1975 in Ost-Berlin) ist ein deutscher Schauspieler.

## Leben
Oliver Simon studierte zunächst Theaterwissenschaften an der Humboldt-Universität. Von 1998 bis 2002 absolvierte er sein Schauspielstudium an der Hochschule für Schauspielkunst „Ernst Busch“ in Berlin, wo er mit Peter Zadek arbeitete.
Sein erstes Festengagement hatte er anschließend am Schauspiel Köln. Ab 2004 war er fünf Jahre Mitglied der freien Theatercompagnie „fliegende fische“, mit der er u. a. acht Monate in Indien und Nepal auf Tournee war, dort in Blumenläden spielte und Schauspielworkshops für Jugendliche in Deutschland gab. Gastengagements hatte Oliver Simon unter anderem am Maxim Gorki Theater in Berlin und dem Theater Baden-Baden.
Von 2010 bis 2017 war Oliver Simon festes Ensemblemitglied am Staatstheater Braunschweig. Dort trat er u. a. als Wurm in Kabale und Liebe, als Luftgeist Ariel in Shakespeares Spätwerk Der Sturm, jeweils in der Regie von Daniela Löffner, als Gregers Werle in Die Wildente (Regie: Stephan Rottkamp) und als George Deever in Arthur Millers Schauspiel Alle meine Söhne (Regie: Martin Nimz) auf.
2014 wirkte er in dem deutsch-rumänischen Theaterprojekt „Erdbeerwaisen“ („Căpşunile şi Orfanii“) mit, welches das Wohlstandsgefälle zwischen Ost und West innerhalb der Europäischen Union thematisierte. Simon verkörperte darin einen rumänischen Großvater, der von seiner Tochter erzählt, die in den Westen gegangen ist. Mit der Produktion trat er am Nationaltheater Marin Sorescu in Craiova und am Staatstheater Braunschweig auf.
Seit der Spielzeit 2017/18 ist Oliver Simon als festes Ensemblemitglied am Staatsschauspiel Dresden engagiert.
Gelegentlich stand Oliver Simon für kleine Film- und Fernsehrollen vor der Kamera. Im Dresdner Tatort: Wer jetzt allein ist, der im Mai 2018 erstausgestrahlt wurde, hatte er einen Kurzauftritt als Mitarbeiter eines Dating-Portals.
Oliver Simon lebt gemeinsam mit der Theaterregisseurin Daniela Löffner in Dresden.

## Filmografie (Auswahl)
- 2002: Für alle Fälle Stefanie: Wer schön sein will (Fernsehserie, eine Folge)
- 2003: Der Aufstand (Fernsehfilm)
- 2004: Heiter bis wolkig (Kurzfilm)
- 2005: Mozartbrot (Kurzfilm)
- 2018: Tatort: Wer jetzt allein ist (Fernsehreihe)